# 조선민주주의인민공화국의 마천루 목록

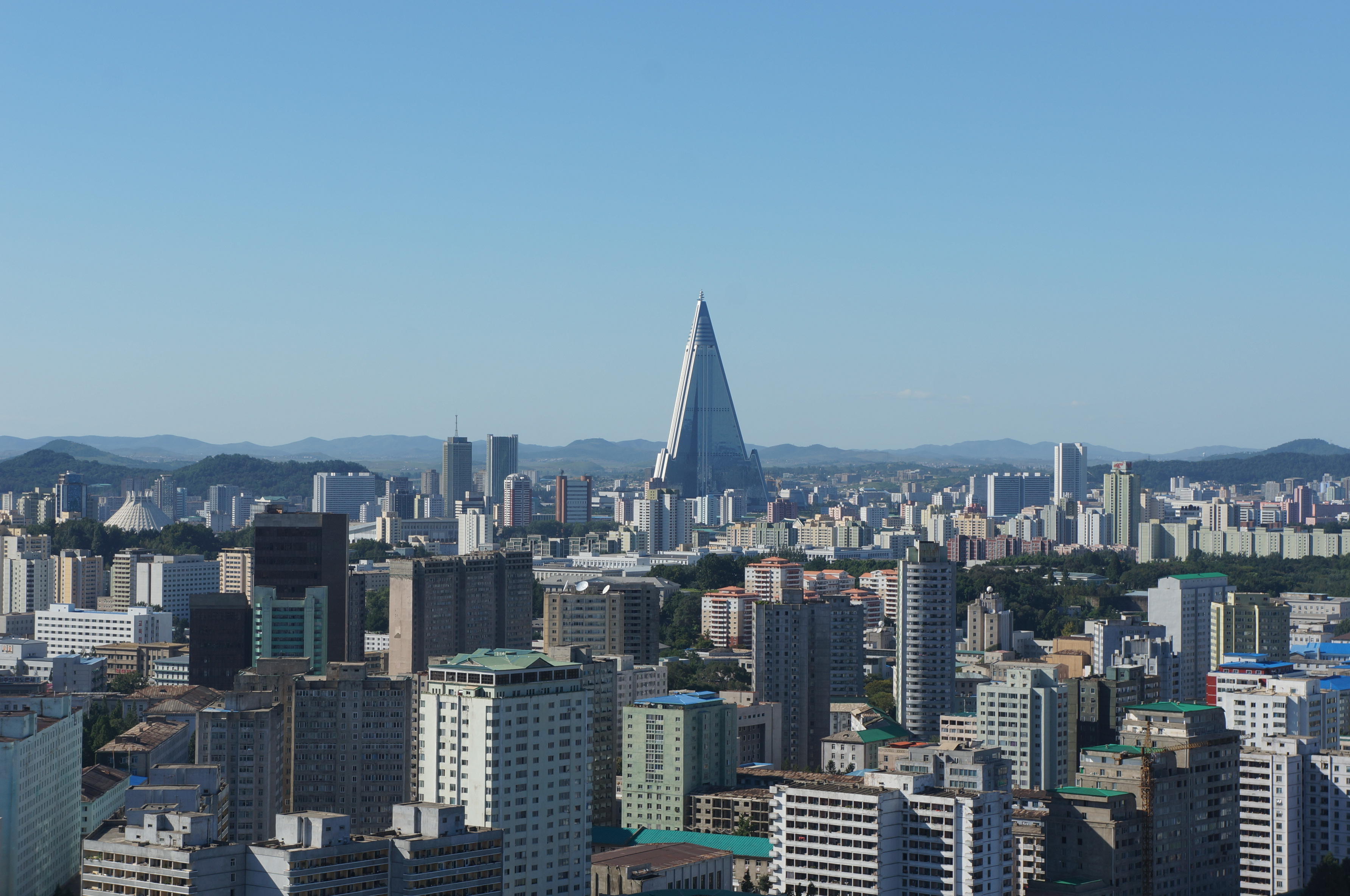
류경호텔이 있다.

이 문서는 조선민주주의인민공화국의 마천루 목록에 대해 다룬다. 조선민주주의인민공화국의 마천루 목록 순위이다.
조선민주주의인민공화국은 여러가지 문제로 인해 마천루가 적으며 여담이지만 조선민주주의인민공화국에서 가장 큰 마천루인 류경호텔 마저 1992년에 공사가 중단되었다.

## 조선민주주의인민공화국에서 가장 높은 마천루
본 목록은 완공되었거나, 외부 공사가 마무리된 최소 100m 이상의 마천루 목록이다.
| 순위 | 이름                               | 사진 | 도시              | 높이 | 층수  | 완공 연도 | 비고 |
| ---- | ---------------------------------- | ---- | ----------------- | ---- | ----- | --------- | --- |
| 1    | 류경호텔                           |      | 평양시 보통강구역 | 330m | 101층 | 미정      | 1987년 건설이 시작되었고 1992년에 공사가 중단되었다.                                                         |
| 2    | 송화거리 메인 타워                 |      | 평양시 동대원구역 | 300m | 80층  | 2022년    | 평양의 새살림거리                                                                                            |
| 3    | 려명거리 82층 아파트               |      | 평양시 대성구역   | 270m | 82층  | 2017년    | 평양의 려명거리                                                                                              |
| 4    | 화성지구 쌍둥이 아파트 1동         |      | 평양시            | 255m | 60층  | 2023년    | |
| 5    | 전위거리 타워 1동                  |      | 평양시            | 250m | 80층  | 2024년    | 2023년 2월에 공사가 시작되어 10월에 완공되었다.                                                              |
| 6    | 려명거리 70층 아파트               |      | 평양시 대성구역   | 240m | 70층  | 2017년    | 평양의 려명거리                                                                                              |
| 7    | 전위거리 타워 2동                  |      | 평양시            | 235m | 60층  | 2024년    | 2023년 2월에 공사가 시작되어 10월에 완공되었다.                                                              |
| 8=   | 려명거리 55층 아파트               |      | 평양시 대성구역   | 210m | 55층  | 2017년    | 평양의 려명거리                                                                                              |
| 8=   | 미래과학자거리 은하 타워           |      | 평양시 중구역     | 210m | 53층  | 2015년    | 미래과학자거리의 일부다. 2015년에 준공되었다.                                                                |
| 10   | 려명거리 50층 아파트               |      | 평양시 대성구역   | 200m | 50층  | 2017년    | 평양의 려명거리                                                                                              |
| 11   | 대동강 아파트 1동                  |      | 평양시 중구역     | 172m | 50층  | 2015년    | 미래과학자거리의 일부다.                                                                                     |
| 12   | 양각도국제호텔                     |      | 평양시 중구역     | 170m | 47층  | 1995년    | 이 호텔은 평양의 대동강에 있는 섬에 위치하고 있다.                                                           |
| 13=  | 화성지구 빨강 쌍둥이 아파트 1동    |      | 평양시            | 168m | 40층  | 2023년    | |
| 13=  | 화성지구 빨강 쌍둥이 아파트 2동    |      | 평양시            | 168m | 40층  | 2023년    | |
| 15=  | 화성지구 쌍둥이 아파트 2동         |      | 평양시            | 167m | 40층  | 2023년    | |
| 15=  | 김책공업종합대학 교육자 아파트 1동 |      | 평양시 중구역     | 165m | 46층  | 2014년    | 미래과학자거리의 일부다.                                                                                     |
| 15=  | 김책공업종합대학 교육자 아파트 2동 |      | 평양시 중구역     | 165m | 46층  | 2014년    | 미래과학자거리의 일부다.                                                                                     |
| 15=  | 만수대 아파트 1단지                |      | 평양시 중구역     | 155m | 45층  | 2012년    | 만수대 아파트 단지의 일부다.                                                                                 |
| 15=  | 만수대 아파트 2단지                |      | 평양시 중구역     | 155m | 45층  | 2012년    | 만수대 아파트 단지의 일부다.                                                                                 |
| 20=  | 려명거리 40층 아파트               |      | 평양시 대성구역   | 153m | 40층  | 2017년    | 려명거리 |
| 20=  | 김일성종합대학 교육자 아파트 1동   |      | 평양시            | 153m | 45층  | 2013년    | 이 건물은 평양의 장용2동 지역에 위치하고 있다.                                                               |
| 22=  | 미래과학자거리 트윈 타워 1동       |      | 평양시 중구역     | 150m | 38층  | 2016년    | 미래과학자거리의 일부다.                                                                                     |
| 22=  | 미래과학자거리 트윈 타워 2동       |      | 평양시 중구역     | 150m | 38층  | 2016년    | 미래과학자거리의 일부다.                                                                                     |
| 22=  | 룡흥동 아파트                      |      | 평양시 대성구역   | 150m | 35층  | 2010년    | 건물은 룡흥2동 구역에 위치하고 있다.                                                                         |
| 22=  | 청류 타워 1동                      |      | 평양시 대성구역   | 150m | 40층  | 2017년    | 평양의 려명거리                                                                                              |
| 22=  | 평양조선노동당과학자아파트         |      | 평양시            | 150m | 42층  | 1986년    | |
| 22=  | 북망 타워 1동                      |      | 강원도 원산시     | 150m | 32층  | 1984년    | 이 건물은 원산동 통명산동에 위치하고 있다. 강원도에서 가장 높은 아파트이며 원산시에서 가장 높은 아파트이다.  |
| 28=  | 대동강 아파트 2동                  |      | 평양시 중구역     | 148m | 40층  | 2015년    | 미래과학자거리의 일부다.                                                                                     |
| 28=  | 고려호텔 1동                       |      | 평양시 중구역     | 148m | 45층  | 1985년    | 호텔은 동흥동 창광거리에 위치해 있다.                                                                        |
| 28=  | 고려호텔 2동                       |      | 평양시 중구역     | 148m | 45층  | 1985년    | 호텔은 동흥동 창광거리에 위치해 있다.                                                                        |
| 31   | 광복거리 아파트 1동                |      | 평양시 만경대지구 | 144m | 42층  | 1989년    | 그것은 만경대구역에 위치하고 있다.                                                                           |
| 32   | 려명거리 35층 아파트               |      | 평양시 대성구역   | 140m | 35층  | 2017년    | 평양의 려명거리                                                                                              |
| 33   | 평양정보센터                       |      | 평양시            | 139m | 42층  | 1986년    | |
| 34   | 만수대 아파트 3단지                |      | 평양시 중구역     | 137m | 40층  | 2012년    | 만수대 아파트 단지의 일부다.                                                                                 |
| 35   | 려명거리 빌딩                      |      | 평양시            | 135m | 30층  | 2017년    | |
| 36   | 사무국 아파트                      |      | 평양시            | 133m | 40층  | 1987년    | |
| 37   | 김일성종합대학 교육자 아파트 2동   |      | 평양시            | 131m | 37층  | 2013년    | 이 건물은 평양의 장용2동 지역에 위치하고 있다.                                                               |
| 38=  | 청류 타워 2동                      |      | 평양시 대성구역   | 130m | 35층  | 2017년    | 평양의 려명거리                                                                                              |
| 38=  | 미래과학자거리 초록 타워 1동       |      | 평양시 중구역     | 130m | 35층  | 2016년    | 미래과학자거리의 일부다.                                                                                     |
| 38=  | 미래과학자거리 초록 타워 2동       |      | 평양시 중구역     | 130m | 35층  | 2016년    | 미래과학자거리의 일부다.                                                                                     |
| 41=  | 려명거리 오렌지 아파트             |      | 평양시            | 125m | 34층  | 1987년    | |
| 41=  | 미래과학자거리 파랑 타워 1동       |      | 평양시 중구역     | 125m | 24층  | 2016년    | 미래과학자거리의 일부다.                                                                                     |
| 43=  | 팔골동 아파트 1동                  |      | 평양시 만경대지구 | 124m | 40층  | 1989년    | 그것은 만경대구역에 위치하고 있다.                                                                           |
| 43=  | 팔골동 아파트 2동                  |      | 평양시 만경대지구 | 124m | 40층  | 1989년    | 그것은 만경대구역에 위치하고 있다.                                                                           |
| 43=  | 팔골동 아파트 3동                  |      | 평양시 만경대지구 | 124m | 40층  | 1989년    | 그것은 만경대구역에 위치하고 있다.                                                                           |
| 43=  | 안사스 아파트 A동                  |      | 평양시            | 124m | 36층  | 2018년    | 김일성광장 근처 주거용 마천루다. 새로운 아파트는 아마 공무원에게 갈 것이다.                                  |
| 47=  | 경림 아파트 A동                    |      | 평양시            | 124m | 36층  | 2017년    | |
| 47=  | 광복거리 아파트 3동                |      | 평양시 만경대지구 | 122m | 35층  | 1989년    | 그것은 만경대구역에 위치하고 있다.                                                                           |
| 47=  | 광복거리 아파트 4동                |      | 평양시 만경대지구 | 122m | 35층  | 1989년    | 그것은 만경대구역에 위치하고 있다.                                                                           |
| 47=  | 광복거리 아파트 5동                |      | 평양시 만경대지구 | 122m | 35층  | 1989년    | 그것은 만경대구역에 위치하고 있다.                                                                           |
| 47=  | 통안 아파트 2동                    |      | 평양시            | 122m | 36층  | 2013년    | 건물은 통안동 지역에 위치하고 있다.                                                                          |
| 47=  | 통안 아파트 3동                    |      | 평양시            | 122m | 36층  | 2013년    | 건물은 통안동 지역에 위치하고 있다.                                                                          |
| 53=  | 김책공업종합대학 교육자 아파트 3동 |      | 평양시 중구역     | 120m | 30층  | 2016년    | 미래과학자거리의 일부다.                                                                                     |
| 53=  | 김책공업종합대학 교육자 아파트 4동 |      | 평양시 중구역     | 120m | 30층  | 2016년    | 미래과학자거리의 일부다.                                                                                     |
| 53=  | 대동강 아파트 3동                  |      | 평양시 중구역     | 120m | 30층  | 2015년    | 미래과학자거리의 일부다.                                                                                     |
| 53=  | 통안동 아파트 1동                  |      | 평양시            | 120m | 35층  | 2017년    | 이 건물은 평양의 통안동 초등학교와 인접해 있다.                                                              |
| 53=  | 통안동 아파트 2동                  |      | 평양시            | 120m | 35층  | 2017년    | 이 건물은 평양의 통안동 초등학교와 인접해 있다.                                                              |
| 58=  | 류성 아파트 1동                    |      | 평양시            | 116m | 34층  | 2017년    | 건물은 평양의 욕존동 중앙 기차역 근처에 있다.                                                                |
| 58=  | 오에성 아파트 1동                  |      | 평양시            | 116m | 34층  | 2016년    | 건물은 오성동 지역에 있다.                                                                                   |
| 60=  | 금성 아파트 1동                    |      | 평양시 룡남산지구 | 115m | 32층  | 2017년    | 평양의 려명거리                                                                                              |
| 60=  | 금성 아파트 2동                    |      | 평양시 룡남산지구 | 115m | 32층  | 2017년    | 평양의 려명거리                                                                                              |
| 62=  | 만수대 아파트 6단지                |      | 평양시 중구역     | 110m | 32층  | 2012년    | 만수대 아파트 단지의 일부다.                                                                                 |
| 62=  | 만수대 아파트 7단지                |      | 평양시 중구역     | 110m | 32층  | 2012년    | 만수대 아파트 단지의 일부다.                                                                                 |
| 62=  | 룡남 타워                          |      | 평양시 룡남산지구 | 110m | 30층  | 2017년    | 평양의 려명거리                                                                                              |
| 62=  | 남포 타워                          |      | 남포시            | 110m | 30층  | 1985년    | 건물은 남포의 우도-페이스톡 지역에 위치하고 있다. 남포에서 가장 높은 건물이며 남포에서 가장 높은 아파트이다. |
| 62=  | 안사스 아파트 B동                  |      | 평양시            | 110m | 32층  | 2018년    | 평양 통가의 초등학교 근처에 지어졌다.                                                                        |
| 62=  | 경림 아파트 B동                    |      | 평양시            | 110m | 32층  | 2017년    | |
| 68   | 오탄-강안 아파트                   |      | 평양시            | 109m | 32층  | 2014년    | 건물은 오탄-강안 아파트다.                                                                                   |
| 69   | 청년호텔                           |      | 평양시 만경대지구 | 107m | 30층  | 1989년    | 호텔은 만경대구역 광복거리에 있다.                                                                           |
| 70=  | 천송 타워                          |      | 평양시 룡남산지구 | 105m | 30층  | 2017년    | 평양의 려명거리                                                                                              |
| 70=  | 평양 아파트 타워 1동               |      | 평양시            | 105m | 32층  | 1979년    | 건물은 서성, 고려호텔 근처에 있다.                                                                           |
| 70=  | 원기둥 아파트 1동                  |      | 평양시            | 105m | 33층  | 1985년    | |
| 70=  | 원기둥 아파트 2동                  |      | 평양시            | 105m | 33층  | 1985년    | |
| 70=  | 원기둥 아파트 3동                  |      | 평양시            | 105m | 33층  | 1985년    | |
| 70=  | 평양 아파트 타워 2동               |      | 평양시            | 105m | 32층  | 1979년    | |
| 70=  | 영흥 타워                          |      | 평양시 중구역     | 105m | 30층  | 2017년    | 평양의 려명거리                                                                                              |
| 70=  | 영흥 아파트 1동                    |      | 평양시 중구역     | 105m | 30층  | 2017년    | 평양의 려명거리                                                                                              |
| 70=  | 영흥 아파트 2동                    |      | 평양시 중구역     | 105m | 30층  | 2017년    | 평양의 려명거리                                                                                              |
| 79=  | 미래그린타워                       |      | 평양시            | 103m | 34층  | 2015년    | |
| 79=  | 대동강 아파트 3동                  |      | 평양시 중구역     | 103m | 34층  | 2015년    | 미래과학자거리의 일부다.                                                                                     |
| 79=  | 욕존 아파트 1동                    |      | 평양시            | 103m | 30층  | 2010년    | 건물은 오탄-강안 주변에 있다.                                                                                |
| 79=  | 욕존 아파트 2동                    |      | 평양시            | 103m | 30층  | 2010년    | 건물은 오탄-강안 주변에 있다.                                                                                |
| 79=  | 만수대 아파트 4단지                |      | 평양시 중구역     | 103m | 30층  | 2012년    | 만수대 아파트 단지의 일부다.                                                                                 |
| 79=  | 만수대 아파트 5단지                |      | 평양시 중구역     | 103m | 30층  | 2012년    | 만수대 아파트 단지의 일부다.                                                                                 |
| 79=  | 서산호텔                           |      | 평양시 만경대구역 | 103m | 30층  | 1989년    | 호텔은 평양의 만경대지구에 위치하고 있다.                                                                    |
| 79=  | 통안 아파트 1동                    |      | 평양시            | 103m | 30층  | 2013년    | 건물은 통안동 지역에 위치하고 있다.                                                                          |
| 87   | 신영타워                           |      | 평양시            | 102m | 30층  | 1985년    | |
| 88   | 서송 아파트                        |      | 평양시            | 101m | 27층  | 2013년    | 이 건물은 포통 강의 손교 근처에 위치하고 있다.                                                               |
| 89=  | 과학기술전당타워                   |      | 평양시            | 100m | 22층  | 2016년    | |
| 89=  | 미래과학자거리 파랑 타워 2동       |      | 평양시 중구역     | 100m | 27층  | 2016년    | 미래과학자거리의 일부다.                                                                                     |
| 89=  | 미래과학자거리 파랑 타워 3동       |      | 평양시 중구역     | 100m | 27층  | 2016년    | 미래과학자거리의 일부다.                                                                                     |
| 89=  | 골드 클라드 타워                   |      | 평양시            | 100m | 24층  | 2015년    | 그 건물의 또 다른 이름은 "류경 슈퍼마켓"                                                                     |
| 89=  | 류성 아파트 2동                    |      | 평양시            | 100m | 30층  | 2018년    | 평양 통가의 초등학교 근처에 지어졌다.                                                                        |
| 89=  | 통안동 아파트 3동                  |      | 평양시            | 100m | 30층  | 2018년    | 평양의 중앙 기차역 근처에 지어졌다.                                                                          |
| 89=  | 통안동 아파트 4동                  |      | 평양시            | 100m | 30층  | 2018년    | 김일성광장 근처 주거용 마천루다. 새로운 아파트는 아마 공무원에게 갈 것이다.                                  |
| 89=  | 류경금빛상업중심                   |      | 평양시            | 100m | 24층  | 2015년    | |
| 89=  | 창광동 아파트 1동                  |      | 평양시            | 100m | 30층  | 1985년    | |
| 89=  | 창광동 아파트 2동                  |      | 평양시            | 100m | 30층  | 1985년    | |
| 89=  | 창광동 아파트 3동                  |      | 평양시            | 100m | 30층  | 1985년    | |
| 89=  | 창광동 아파트 4동                  |      | 평양시            | 100m | 30층  | 1985년    | |
| 89=  | 천리마타워                         |      | 평양시            | 100m | 30층  | 1982년    | |

## 구조물
최소 2층과 최소 150m 이상의 목록이다.
| 이름           | 사진 | 위치              | 높이 | 층수 | 완공   | 비고                           |
| -------------- | ---- | ----------------- | ---- | ---- | ------ | ------------------------------ |
| 주체사상탑     |      | 평양시 동대원구역 | 170m | 2층  | 1982년 | 세계에서 가장 높은 석조탑이다. |
| 평양텔레비죤탑 |      | 평양시 모란봉구역 | 150m | 3층  | 1967년 |                                |

## 미완공 마천루

### 공사중인 마천루
공사중인 조선민주주의인민공화국의 마천루이다.
| 이름         | 위치          | 높이 | 층수 | 완공 | 비고 |
| ------------ | ------------- | ---- | ---- | ---- | --- |
| 고려호텔 3동 | 평양시 중구역 | 148m | 45층 | 미정 | 2012년에 공사가 시작되었으며, 2013년 말에 중단되었다. 호텔 공사 재개 이후 2018년 평창 동계 올림픽 이전에 개장할 예정이었다. |

### 취소된 마천루
취소된 조선민주주의인민공화국의 마천루이며 최소 40층, 138m의 높이다.
| 이름              | 위치            | 높이 | 층수 | 비고 |
| ----------------- | --------------- | ---- | ---- | --- |
| KKG 애비뉴        | 평양시          | 274m | 63층 | 그것은 서비스와 호텔 센터를 건설하는 비전이었다. 현재 미래과학자거리라는 또 다른 프로젝트가 건설 계획 현장에서 시행되고 있다.                                       |
| 원산호텔          | 강원도 원산시   | 210m | 60층 | 원산에 새로운 5성급 호텔 건설이 계획되어 있다. 새로운 호텔은 1,000명을 수용할 수 있으며 원산의 해변을 따라 위치할 수 있다. 호텔 건설은 26개월 동안 지속될 계획이다. |
| KKG 애비뉴 호텔 1 | 평양시          | 192m | 50층 | 2008년부터 새로운 호텔 단지를 건설하는 것이다. 현재 이 지역은 미래과학자거리에 위치하고 있다.                                                                       |
| KKG 애비뉴 호텔 2 | 평양시          | 192m | 50층 | 2008년부터 새로운 호텔 단지를 건설하는 것이다. 현재 이 지역은 미래과학자거리에 위치하고 있다.                                                                       |
| 서산 오피스 타워  | 라선시          | 155m | 40층 | 2010년 5월 중국에서 김정일국방위원장이 도착한 이후 개발된 라선 개발 계획에서 사선과 동명 지역에 40층짜리 사무실 블록이 여러 개 설계되었다.                          |
| 동명 오피스 타워  | 라선시          | 155m | 40층 | 2010년 5월 중국에서 김정일국방위원장이 도착한 이후 개발된 라선 개발 계획에서 사선과 동명 지역에 40층짜리 사무실 블록이 여러 개 설계되었다.                          |
| 포항 타워 1       | 함경북도 청진시 | 138m | 40층 | 주택 프로젝트에 위치한 북한 청정에서 가장 높은 타워 단지 건설 계획이다.                                                                                             |
| 포항 타워 2       | 함경북도 청진시 | 138m | 40층 | 주택 프로젝트에 위치한 북한 청정에서 가장 높은 타워 단지 건설 계획이다.                                                                                             |
| 포항 타워 3       | 함경북도 청진시 | 138m | 40층 | 주택 프로젝트에 위치한 북한 청정에서 가장 높은 타워 단지 건설 계획이다.                                                                                             |
| 포항 타워 4       | 함경북도 청진시 | 138m | 40층 | 주택 프로젝트에 위치한 북한 청정에서 가장 높은 타워 단지 건설 계획이다.                                                                                             |

## 역대 조선민주주의인민공화국 최고층 마천루
1979년부터 현재까지 조선민주주의인민공화국의 최고층 마천루 목록이다.
| 시기            | 이름                      | 사진 | 위치              | 높이 | 층수 | 완공   | 비고 |
| --------------- | ------------------------- | ---- | ----------------- | ---- | ---- | ------ | --- |
| 1979년 ~ 1984년 | 평양 아파트 타워 1동, 2동 |      | 평양시            | 105m | 32층 | 1979년 | 건물은 서성, 고려호텔 근처에 있다.                                                                          |
| 1984년 ~ 1995년 | 북망 타워 1동             |      | 강원도 원산시     | 150m | 32층 | 1984년 | 이 건물은 원산동 통명산동에 위치하고 있다. 강원도에서 가장 높은 아파트이며 원산시에서 가장 높은 아파트이다. |
| 1995년 ~ 2015년 | 양각도국제호텔            |      | 평양시 중구역     | 170m | 47층 | 1995년 | 이 호텔은 평양의 대동강에 있는 섬에 위치하고 있다.                                                          |
| 2015년 ~ 2017년 | 미래과학자거리 은하 타워  |      | 평양시 중구역     | 210m | 53층 | 2015년 | 미래과학자거리의 일부다. 2015년에 준공되었다.                                                               |
| 2017년 ~ 2022년 | 려명거리 82층 아파트      |      | 평양시 대성구역   | 270m | 82층 | 2017년 | 평양의 려명거리                                                                                             |
| 2022년 ~ 현재   | 송화거리 메인 타워        |      | 평양시 동대원구역 | 300m | 80층 | 2022년 | 평양의 새살림거리                                                                                           |

## 같이 보기
- 조선민주주의인민공화국
- 평양시의 마천루 목록